# 故宮博物院南部院区
国立故宮博物院南部院区-アジア芸術文化博物館（こくりつこきゅうはくぶついんなんぶいんく - アジアげいじゅつぶんかはくぶつかん）は、台湾嘉義県太保市にある博物館である。
国立故宮博物院の新しい博物館で、2015年12月28日開業。

## 概要
台湾南部の嘉義県にある嘉義駅 (台湾高速鉄道)の近隣にアジア文化をテーマとした国立故宮博物院南部院区が2015年の完成を目標に建設工事が進められており、博物院の機能の分散化が図られている。民間の華璽公司によって、50年間のBOT方式で運営されている。

## 主な展示物
絹、磁器、ヒスイ、アジアの骨董品、本など。

## 沿革
- 2001年 - 計画開始
- 2015年12月28日 - 開業
- 2017年07月18日 - 日本の大阪市立東洋陶磁美術館から借り受けて展示していた伊万里焼の皿を破損したと発表した。[2]
- 2017年08月11日 - 台湾人創流の日舞流派、国立故宮博物院南部院区で日本文化の美を紹介[3]
- 2018年01月06日 - 国宝館の建設に着手[4]

## 観覧時間・料金
毎年 1月1日 元旦、旧暦1月15日 元宵節、5月18日 国際博物館の日、9月27日 世界観光の日、10月10日 国慶節、10月17日 台湾文化の日は、無料となっている。
※各種チケットの詳細については、公式ホームページ 参照のこと。
博物館 : 月曜休館　午前9時00分 - 午後5時00分
屋外庭園エリア : 月曜休園　3月 - 11月：午前6時00分～午後10時00分
　　　　　　　 　　　 　　　　12月 - 2月：午前6時30分～午後9時30分
- 屋外庭園エリアは、入園無料。
- 一般チケット NTD 150　　（NTD = 台湾ドル）※ 2018年5月現在
- 18歳未満及び、心身障害者手帳をお持ちの方とその付添人1人までは、無料。
- 故宮博物院（北部院区）の各種チケットの半券提示により、故宮博物院南部院区 (故宮南院)を無料で観覧することができる。（3ヵ月以内）

## 交通アクセス

### バス
- 台湾高速鉄道（高鉄）嘉義駅からバス。
- 台鉄 嘉義駅からバス。

最寄りの停留所は《故宮南院南站》(主な停留所）、《故宮南院北站》
| 系統 | 管轄           | 事業者       | 区間                               | 備考 |
| ---- | -------------- | ------------ | ---------------------------------- | --- |
| 7212 | 公路客運       | 嘉義客運     | 宏仁女中 - 故宮南院                | 故宮南院南站下車 嘉義BRT（ノンステップバスで運行）。嘉義駅、高鉄嘉義駅経由。                                                   |
| 7235 | 公路客運       | 嘉義客運     | 高鉄嘉義駅 - 北港                  | 故宮南院南站下車（ノンステップバスで運行）                                                                                     |
| 7303 | 公路客運       | 嘉義県公車処 | 嘉義 - 長庚記念医院                | 故宮南院北站下車、雙溪口、麻魚寮、竹仔脚(嘉義IC)経由                                                                           |
| 7320 | 公路客運       | 嘉義県公車処 | 嘉義 - 雙渓口                      | 故宮南院北站下車、新埤、竹仔脚(嘉義交流道）経由。 （一部の便はノンステップバスで運行）                                         |
| 7326 | 公路客運       | 嘉義県公車処 | 嘉義 - 朴子                        | 故宮南院北站下車、雙渓口経由                                                                                                   |
| 7329 | 公路客運       | 嘉義県公車処 | 高鉄嘉義駅 - 阿里山                | 高鉄嘉義駅発着。触口遊客中心経由                                                                                               |
| 105  | 嘉義県市区公車 | 嘉義県公車処 | 高鉄嘉義駅 - 蒜頭国小（ - 渓厝村） | 故宮南院南站下車。シャトルバス。 （日野自動車ノンステップバスで運行)                                                           |
| 106  | 嘉義県市区公車 | 嘉義県公車処 | 嘉義駅 - 高鉄嘉義駅                | 故宮南院南站下車。国立中正大学経由。交通部観光局委託台湾好行故宮南院線として運行                                               |
| 166  | 嘉義県市区公車 | 阿里山客運   | 高鉄嘉義駅 - 鹽水                  | 故宮南院南站下車。 （BYD K9ノンステップ電気バスで運行)                                                                         |
| 168  | 嘉義県市区公車 | 阿里山客運   | 嘉義駅 - 高鉄嘉義駅                | 故宮南院南站下車。国立中正大学経由。台湾好行故宮南院線として運行 （BYD K9ノンステップ電気バスで運行)                           |
| 黄9  | 大台南公車     | 新営客運     | 故宮南院 - 高鉄嘉義駅 - 新営站     | 故宮南院南站下車。南靖駅、後壁駅経由。（一部はノンステップバスで運行)                                                          |
| 33   | 大台南公車     | 新営客運     | 新営 - 高鉄嘉義・故宮南院 - 関子嶺 | 故宮南院南站下車。金 - 月曜日と国定休日運行。後壁駅、南靖駅、高鉄嘉義駅、故宮南院経由。台好行関子嶺故宮南院線として運行。      |
| 1638 | 国道客運       | 統聯客運     | 東石 - 台北                        | 嘉義県政府站(統聯)下車、徒歩。 縣政府站(嘉客)あるいは長庚医院、大糠榔から嘉義BRT乗換えで高鉄嘉義駅まで行き、県市区公車に乗継。 |
| 1639 | 国道客運       | 統聯客運     | 布袋 - 台北                        | 嘉義県政府站(統聯)下車、徒歩。 縣政府站(嘉客)あるいは長庚医院、大糠榔から嘉義BRT乗換えで高鉄嘉義駅まで行き、県市区公車に乗継。 |